# Marchew po koreańsku
Marchew po koreańsku – charakterystyczny dla kuchni Korio-saram (radzieckich Koreańczyków) rodzaj sałatki, przyrządzanej z marchwi, czosnku, oleju słonecznikowego i szeregu przypraw. Sałatka jest wytworem kuchni Korio-saram, wywodzi się z kuchni koreańskiej. Potrawa powstała na skutek braku typowych składników kimchi i innych banchan w miejscach osiedlenia Korio-saram.

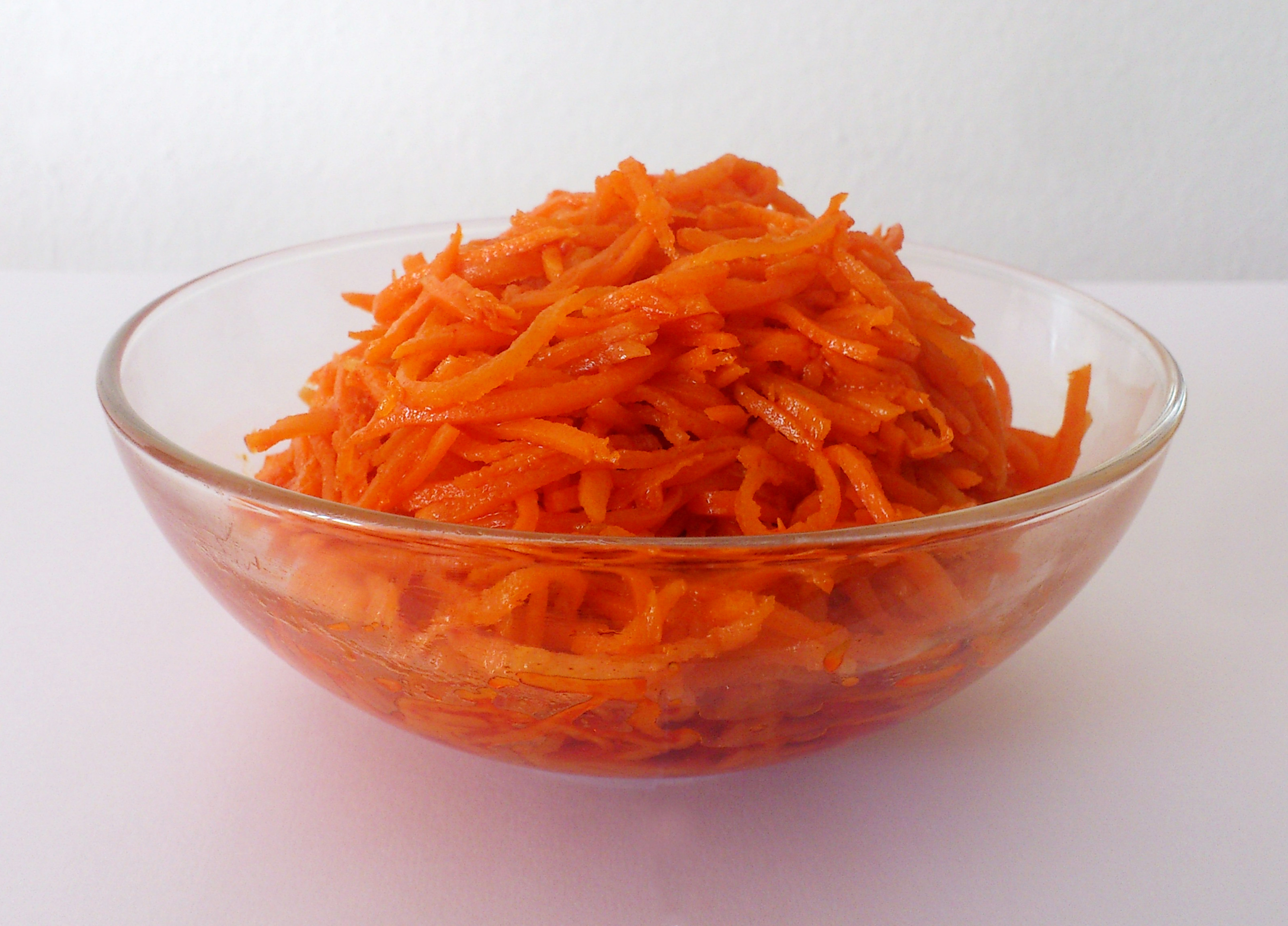
Marchew po koreańsku

## Przepis
Składniki: marchew, czosnek, cebula, mielone nasiona kolendry, sproszkowana ostra papryka, mielony czarny pieprz, olej bawełniany (lub w razie jego braku inny olej roślinny, np. słonecznikowy), ocet, sól, ew. cukier.
Marchew pokroić w długie wąskie paski, najlepiej na specjalnej tarce. Wymieszać ze zmiażdżonymi surowymi ząbkami czosnku i przyprawami.
Drobno pokrojoną cebulę przesmażyć na oleju, który dodajemy do sałatki, (bez cebuli).